# Arrondissement électoral de Huy-Waremme

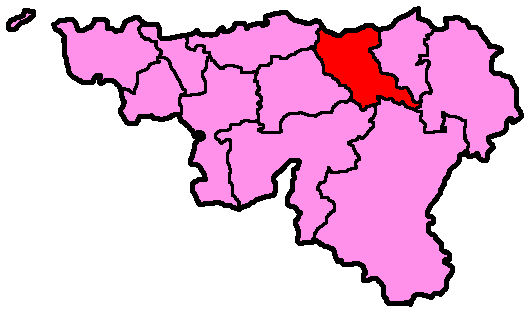
Arrondissement électoral de Huy-Waremme

Huy-Waremme est un arrondissement électoral en Belgique pour élire les membres du Parlement wallon depuis 2019. Il correspond aux arrondissements de Huy et de Waremme.